# Andljusen
Andljusen är en sjö i Mora kommun i Dalarna och ingår i Dalälvens huvudavrinningsområde. Sjön har en area på 0,393 kvadratkilometer och ligger 596,1 meter över havet. Vid provfiske har öring fångats i sjön.

## Delavrinningsområde
Andljusen ingår i det delavrinningsområde (681328-141665) som SMHI kallar för Utloppet av Andljusen. Medelhöjden är 654 meter över havet och ytan är 6,47 kvadratkilometer. Det finns inga avrinningsområden uppströms utan avrinningsområdet är högsta punkten. Vattendraget som avvattnar avrinningsområdet har biflödesordning 5, vilket innebär att vattnet flödar genom totalt 5 vattendrag innan det når havet efter 395 kilometer. Avrinningsområdet består mestadels av skog (69 procent) och sankmarker (18 procent). Avrinningsområdet har 0,39 kvadratkilometer vattenytor vilket ger det en sjöprocent på 6 procent.